# Nimruz
|  | Per a altres significats, vegeu «província de Nimruz». |

Nimruz és un antic nom de la regió de Sistan. Literalment vol dir "migdia" o "sud" i es deia així per estar situat al sud del Khurasan. Al llarg dels segles el nom de Sistan va acabar imposant-se. Avui dia s'ha recuperat per una província de l'Afganistan que té per capital Zaranj.
També es donava el nom moltes vegades a la ciutat de Zaranj, la capital del Sistan. Algunes fonts històriques parlen de la ciutat de Nimruz que no pot ser altre que la capital de Sistan/Nimruz. Així per exemple el manuscrit persa Matla-assadein va madjma albahrein indica que el 29 d'octubre de 1408 Xah Rukh, acompanyat del seu nebot Rustem (ex sobirà d'Esfahan) que li havia demanat asil i se li havia concedit), va sortir d'Herat cap a Nimruz passant per Isfizar i Farah, primera ciutat fora del Khurasan. Com que el destí final era Sistan i la seva capital, Nimruz és fàcilment identificada. El 1412 Malik Kutb al-Din va anar a la cort, va demanar excuses per la seva actitud passada de poca vigilància, i fou nomenat governador de Nimruz; és conegut que Kutb al-Din fou governador de Sistan i va residir a Zaranj. El mateix manuscrit quen parla de diversos llocs el 1416, indica el nom dels seus governants que hi van anar, però de Nimruz, Fars i l'Iraq Ajamita esmenta que hi van anar diversos amirs